# Convento de San Andrés (Mérida)
El Convento de San Andrés, también dominado Convento de Santo Domingo por su relación con la Orden de Predicadores, es un edificio religioso situado en la ciudad de Mérida. Está catalogado como Bien de Interés Cultural, con la categoría de Monumento.

## Historia
La construcción del antiguo Convento se inició en 1571 por la Comunidad Dominicana sobre las ruinas de un primitivo templo parroquial que pasó a ser ermita dedicada a San Andrés una vez anexionada la parroquia a la actual catedral de Mérida en la segunda mitad del siglo XV. Debido a la precariedad de medios, el conjunto conventual estuvo siempre en obras entre reconstrucciones y ampliaciones, no finalizándose hasta 1636.
La iglesia del convento fue diseñada en 1606 por el maestro emeritense Hernando de Contreras. Se hallaba exento de construcciones en sus ángulos Norte y Oeste, quedando el resto unido a otras construcciones.
Una vez desamortizado, corrió la misma suerte que el resto de los edificios monásticos de la localidad: ser receptáculo de usos diversos, algunos tan opuestos al objetivo de la Comunidad que lo erigió como el de servir de cárcel durante la Guerra Civil.

## El complejo conventual
La fachada norte, que delimita el complejo conventual en la actual Plaza de Santo Domingo, se configura con un extenso muro de sillería y mampostería. Este muro se extiende desde el testero de la iglesia en su lado derecho hasta el cierre de varias dependencias y pabellones de viviendas en el izquierdo, con escasos y discretos vanos. Su elemento central es la portada, flanqueada por dos pares de columnas de inspiración manierista con tambores almohadillados y un dintel adovelado que sostiene un entablamento de orden toscano, decorado con rosetones en las metopas y triglifos. El conjunto, austero y sobrio, se corona con una hornacina de ladrillo y cal, que alberga una imagen en mármol de Santo Domingo, de menos de un metro de altura. Bajo esta imagen, se encuentra un escudo con la Cruz de Santiago y la inscripción: «Defendere Fidei Ordo Veritatis».
En la fachada oeste del convento, que corresponde a la fachada principal de la iglesia y al lado de la Epístola, se abre otra portada, sencilla pero bien elaborada, con jambas molduradas de piedra y un guardapolvo académico. Posteriormente, se añadió en esta zona una construcción de dos plantas de mampostería y bóvedas de arista, junto a la cabecera de la iglesia, cerrando así el acceso a la calle.
A los pies de la iglesia se eleva una sencilla espadaña con dos huecos para campanas.
El interior del convento se organiza en torno a un pequeño claustro situado detrás del presbiterio, caracterizado por arcos de medio punto en ladrillo sobre machones y bóvedas de arista en las galerías. En el segundo nivel, una galería alta presenta balcones sencillos y una cubierta inclinada con avigado. Además, el convento contaba con patios, un corral, huertas y otros espacios abiertos, orientados principalmente hacia el área de servicio en la parte posterior. Las zonas habitables estaban compuestas por celdas, estancias, almacenes y otras dependencias, con cubiertas de bóvedas de cañón o arista, propias del modelo extremeño, así como sótanos que revelan distintas fases constructivas.
La iglesia del convento, de planta cuadrangular con dimensiones de 7,60 x 13,65 metros, tiene una nave con bóveda de cañón y un presbiterio cubierto por una bóveda de cañón con lunetos en el último tramo, donde probablemente se situaba el coro. Los muros, de ladrillo y mampostería recubiertos de mortero de cal, se alzan en ciertos tramos sobre basamentos de sillares de granito. La cabecera se encuentra exenta, con las portadas principales del templo en los muros laterales; la del lado del Evangelio permitía el acceso desde el interior del convento.

## Restos arqueológicos
Las excavaciones realizadas en el solar del convento por el Consorcio de la Ciudad Monumental de Mérida han revelado hallazgos arqueológicos no documentados anteriormente. Estos descubrimientos han permitido analizar la evolución histórica y artística de esta zona intramuros de la antigua ciudad de Mérida: 

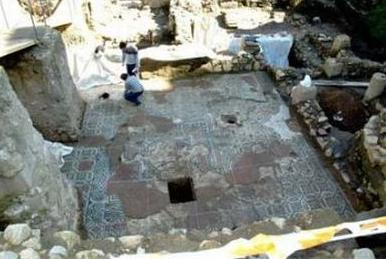
Mosaico descubierto en las excavaciones del Convento de San Andrés.

- Siglos III-V: De la Mérida romana destaca un mosaico, reformado en más de 30 ocasiones, que decoraba el suelo de una casa dentro de la ciudad.

- Siglos VI-VII: De la época visigoda se ha encontrado una de las iglesias más antiguas de la ciudad, la de San Andrés, de la cual no había registro previo.
- Siglos IX-XI: Durante el periodo islámico, el solar fue ocupado por un cementerio en las afueras de la ciudad.
- Siglo XII: Una nueva muralla con foso delimita la ciudad islámica, integrando el solar intramuros.
- Siglo XIII: Con la llegada de los cristianos, se restaura la antigua iglesia visigoda y se establece un cementerio junto a ella.
- Siglo XVII: Comienza la construcción de la iglesia del monasterio de Santo Domingo, que caerá en ruinas un siglo después.
- Siglo XVIII: Se proyecta una iglesia para los dominicos, de diseño ambicioso con bóvedas altas y decoraciones, pero nunca se concluye.
- Siglo XIX: A comienzos de siglo, se reduce el tamaño de la iglesia del monasterio, habitado por una pequeña congregación.
- Siglo XX: Durante la Guerra Civil y hasta 1947, el solar funcionó como prisión para prisioneros republicanos, en condiciones de hacinamiento y abandono que llevaron a considerarlo parte de la red de represión franquista. [5]

## Situación actual
Tras la Guerra Civil, el complejo conventual no pudo ser restaurado, y en la actualidad solo se conserva parte de la iglesia, la espadaña barroca —a menudo coronada por nidos de cigüeñas— y el muro de la fachada principal del convento. En este muro aún se encuentra una portada renacentista de granito, con dos pares de columnas toscanas sobre plintos y tambores almohadillados, así como un dintel adovelado. Sobre él se extiende un entablamento clásico decorado con rosetones y triglifos, y en la pared se inserta el emblema de los Dominicos, junto a una imagen en mármol de Santo Domingo de Guzmán, que posiblemente reutiliza una pieza romana. 